# Klassenpolitik
Klassenpolitik beschreibt eine Politik, die das Ziel verfolgt, die Interessen einer sozialen Klasse durchzusetzen. Der Begriff findet sowohl als positiv besetzte Eigenbeschreibung sozialistischer Politik und in sozialistischen Staaten als auch pejorativ als politisches Schlagwort zur Kritik nicht-sozialistischer Politik Verwendung. Da der Gebrauch des Begriffs Klasse heute gegenüber dem der sozialen Schicht zurückgegangen ist, ist auch die Verwendung von „Klassenpolitik“ seltener geworden.

## Verwandte Begriffe
Klassenpolitik reiht sich in eine Reihe von weiteren Begriffen ein. Nach marxistischer Auffassung („Historischer Materialismus“) besteht eine Klassengesellschaft. Die Geschichte könne als Geschichte von Klassenkämpfen beschrieben werden, in der die herrschende Klasse ihre Vormachtstellung durch Klassenpolitik verteidige. Ein Instrument der Herrschaftssicherung sei die Klassenjustiz.
Die Arbeiterklasse stehe dieser herrschenden Klasse entgegen und bekämpfe im Klassenkampf den Klassenfeind. Dazu ist zunächst Klassenpolitik im engeren Sinne erforderlich, d. h. aus einer gesellschaftlichen Schicht eine Klasse zu formieren[Quelle?], die möglichst geschlossen ihre Interessen wahrnimmt (Klassenbewusstsein). Ziel ist die Erreichung der klassenlosen Gesellschaft.
Max Weber verwendete neben „Klassenkampf“ (mit oder ohne Anführungszeichen) auch die Begriffe „Ständekämpfe“, „Klassenrevolutionen“ und „Klassenhandeln (gegen den unmittelbaren Interessengegner)“
Andererseits wurde in den USA in letzter Zeit neben „Class struggle“ auch „Class war“ bzw. „Class warfare“ gebraucht. So sprach Warren Buffett, amerikanischer Multimilliardär, Investor und Teilhaber der Rating-Agentur Moody’s mehrmals von „Class war“ z. B. im Interview mit der New York Times vom 26. November 2006: „There’s class warfare, all right, but it’s my class, the rich class, that’s making war, and we’re winning.“ („Der Klassenkampf existiert, das stimmt, er wird aber von meiner Klasse, der Klasse der Reichen, geführt und wir sind dabei, ihn zu gewinnen“).
Als der republikanische Kongressabgeordnete Paul Ryan gegen Überlegungen, Steuervergünstigungen für Reiche zu streichen, den Vorwurf des „Class warfare“ erhob, entgegnete ihm Paul Krugman in der New York Times am 22. September 2011, dass vielmehr „Leute wie Mr. Ryan, der die sehr Reichen vom Tragen der Lasten für die Sanierung unserer Staatsfinanzen ausnehmen will“, den Klassenkampf führen. Nach der Niederlage Romneys und Ryans in der Präsidentschaftswahl 2012 werde der „class war“ weitergeführt.
Der deutsche Ökonom Heiner Flassbeck, Direktor der Abteilung Globalisierung und Entwicklung der UNCTAD meinte auf einer Konferenz in Austin(Texas) am 3. November 2011:
“The words ,class war’ may be unfashionable, but it is still a battle between labor and capital.”

## Begriffsgeschichte

### Gebrauch des Wortes Klassenpolitik
Friedrich Engels bemerkte, dass „jede wirkliche proletarische Partei, von den englischen Chartisten an, immer die Klassenpolitik, die Organisation des Proletariats als selbständige politische Partei, als erste Bedingung, und die Diktatur des Proletariats als nächstes Ziel des Kampfes hingestellt“ habe. Am 15. Dezember 1897 hielt August Bebel im Reichstag eine Rede zum Thema: Klassenpolitik und Sozialreform.
Friedrich Naumann schrieb einen Aufsatz für Die Hilfe (10. Jg. 1904, Nr. 2) über: Klassenpolitik des Liberalismus.
Der im zaristischen Russland in jiddischer Sprache schreibende sozialrevolutionäre jüdische Arbeiterführer Chaim Schitlowsky schrieb aus jüdischer Sicht über Nationalismus und Klassenpolitik des Proletariats.
Die „Fraktion der Vereinigten Liberalen“ in der Hamburger Bürgerschaft nannte in ihrem Wahlkampfprogramm 1907 als wichtiges Ziel die „sozialdemokratische Klassenpolitik“ bekämpfen zu wollen.
Ernst Niekisch warf dem Marxismus vor, er lehre den Staat nur als klassenpolitische Tatsache zu sehen und sei so zur Theorie schroffer Staatsverneinung und des radikalen Umsturzes geworden.
Die Sozialistische Arbeiterpartei Deutschlands (1931) veröffentlichte in ihrem in Paris erscheinenden Organ Neue Front vom Juni 1936 einen Artikel mit dem Titel „Um die ,Deutsche Volksfront’“, in dem es heißt: „Eine entscheidend wichtige Frage einer erfolgreichen proletarischen Klassenpolitik ist die Frage der Bündnisse mit den nichtproletarischen Schichten.“ In den zuvor erschienenen Ausgaben hatte die SAP in einer Artikelserie „Was kommt nach Hitler?“ u. a. verlautbart: „… je wirksamer die proletarische Klassenpolitik betrieben wird, umso grösseres Vertrauen wird sie auch bei den Kleinbürgern wecken, die am Faschismus verzweifeln, umso mehr wird sie diese bereit machen, der Arbeiterklasse zu folgen …“
In Fortführung der von Leo Trotzki initiierten Linken Opposition setzte die Vierte Internationale als einen ihrer Schwerpunkte eine als revolutionär verstandene Klassenpolitik im Spanischen Bürgerkrieg von 1936 bis 1939.
In einem Aufruf aus dem Jahr 1945 schrieb Kurt Schumacher: „Für die arbeitenden Massen sind Idee und Tatsache des Deutschen Reiches nicht nur nationalpolitisch, sondern auch klassenpolitisch eine Notwendigkeit. Ihr politischer und wirtschaftlicher Befreiungskampf ist ohne diese Grundlage zur Erfolglosigkeit verurteilt.“
Im Nachwort der Neuausgabe von Ignazio Silones Der Fascismus(dt. Erstausgabe 1934) geht der maßgeblich am universitären „Projekt Arbeiterbewegung“ beteiligte Christian Riechers 1978 davon aus, dass nicht Anti-Faschismus, sondern nur eine sozialistisch-klassenpolitische Strategie die faschistische Gefahr überwinden kann.
Hans Mommsen spricht 1963 bezogen auf Österreich von „Klassenpolitik als Mittel internationaler Integration in den Wachstumsjahren der sozialdemokratischen Bewegung von Hainfeld bis zur Wahlreform Badenis (1889-1897)“. Als auch 1989 davon, dass sich in München 1919 die revolutionären Kräfte „einer remilitarisierten bürgerlichen Gesellschaft gegenüber (sahen), die eindeutig klassenpolitische Züge trug. Denn die vielfältigen Erscheinungsformen der Wehrverbände, die ... bis zu den ... Freikorps reichten, unterhielten enge Querverbindungen zu Kreisen der Industrie und den konservativen Parteien,“ sowie Beziehungen zur Reichswehr.
Jürgen Kuczynskis Die Geschichte der Lage der Arbeiter unter dem Kapitalismus enthält ein Kapitel über „Bourgeoise Klassenpolitik und Klassenideologien“.
Der Österreicher Erwin Scharf trat wiederholt (so 1945–48 in der SPÖ bzw. 1968–70 und 1991 in der KPÖ) als konsequenter Marxist für eine profilierte Klassenpolitik ein.
Franz Urban Pappi stellte 2002 fest: „Lipset betont den Kompromißcharakter der Klassenpolitik, da, wie bei Tarifverhandlungen üblich, durch eine Feinabstimmung der  Gewinne und Verluste der beiden Seiten ein Verhandlungsergebnis möglich erscheint. Dies ist aber natürlich nicht die einzige Form der Klassenpolitik. Wenn mit ihr gesellschaftliche Gegenentwürfe verbunden werden, wie in der Aufbauphase der sozialistischen Arbeiterbewegung, verliert die Klassenpolitik ihren Kompromisscharakter und wird zu einem ideologischen Entweder-Oder.“
Heinz Steinert veröffentlichte (in: Thien, Hans-Günter (Hrsg.), Münster 2010) einen Artikel ’’Das Prekariat: Begriffspolitik und Klassenpolitik’’, in dem er feststellt, dass die Begriffsbildung „Prekariat“ Teil einer Klassenpolitik war, die das Ziel hatte, Ungleichheits-Strukturen herzustellen und zu regulieren, denn das „wichtigste Feld von Klassenpolitik ist die Beherrschung des Arbeitsmarktes, ..“. Bei der Prekarisierung „geht es nicht nur um billige, sondern vor allem um flexible, also leicht kündbare Arbeitskräfte.“
Im selben Band beschreibt Ceren Türkmen unter dem Titel „Rethinkig Class-Making“ wie die Klassenpolitik in Deutschland mit Arbeitsmigranten umgeht.
Jürgen Hartmann charakterisierte die Klassenpolitik des Mubarakregimes als Umverteilung von unten nach oben und Korrosion der öffentlichen Leistungen im Interesse des „militärisch-kommerziellen Komplexes“, d. h. einer Klasse, die Staatselite, Militärs und Bourgeoisie umfasste und sich von der gesellschaftlichen Mehrheit Ägyptens abhob.
Im Zeitalter des globalen Neoliberalismus ist laut Dani Rodrikist die politische Linke dort erfolgreich, wo sie entsprechend der sichtbaren sozialen Dimension der Globalisierung Klassenpolitik betreibt.
In seinem Aufsatz Für eine „Neue Klassenpolitik“ meint Sebastian Friedrich, dass „trotz sexistischer, rassistischer und nationalistischer Spaltungen gemeinsame Kämpfe möglich“ seien. Zwar habe die Linke im Westen in den letzten Jahren der Klassenpolitik den Rücken gekehrt, sodass es ihr in Deutschland an klassenpolitischer Praxis fehle. Ein Teil der Linken sei ein Bündnis mit einem „weltoffenen“ Neoliberalismus eingegangen und habe sich laut Didier Eribon „mit fragwürdiger Begeisterung auf neokonservative Intellektuelle“ und deren Entleerung des Wesenskerns der Linken eingelassen.
Es gehe aber darum aufzuzeigen, dass – über geschlechtliche, ethnische und nationalstaatliche Grenzen hinweg – gemeinsame Interessen der Arbeiterklasse bestehen. Erforderlich sei ein gemeinsamer Kampf sowohl um Freiheit auf gesellschaftspolitischer als auch Gleichheit auf sozialer und ökonomischer Ebene für alle, um sich – wie es Nancy Fraser sagt – der falschen Alternative von progressivem Neoliberalismus und reaktionärem Populismus zu verweigern. Solche Klassenpolitik auf Höhe der Zeit ermögliche ein linkes gesellschaftliches Projekt und eine
revitalisierte Linke könne so „das Fundament für eine machtvolle neue Koalition legen, die sich vornimmt, Gerechtigkeit für alle zu erkämpfen“.

### Kehrseite
Während die „Klassenpolitik von unten“ von links offen propagiert und von rechts angegriffen wird, ist „Klassenpolitik von oben“ seit jeher stillschweigend und selbstverständlich akzeptiert. Das sagte nicht nur Karl Marx: „Verbindung unter den Kapitalisten habituell und von Effekt, die der Arbeiter verboten und von schlechten Folgen für sie.“, sondern sogar schon Adam Smith: „Leute von demselben Gewerbe kommen selten auch nur zu Lustbarkeiten oder Zerstreuungen zusammen, ohne dass ihre Unterhaltung mit einer Verschwörung gegen das Publikum oder einem Plane zur Erhöhung der Preise endigt.“, und auch heute noch kann man das so sehen:
„Da das Kräfteverhältnis der Klassen grundsätzlich asymmetrisch zugunsten des Kapitals strukturiert ist, erscheint die Macht des Kapitals als ‚normal‘, und ihr Einsatz als Klassenkampf (‚von oben‘) wird regelmäßig nicht oder kaum wahrgenommen, während die Aktualisierung der ‚Macht der Arbeit‘ ebenso regelmäßig offen als Klassenkampf (‚von unten‘) erscheint.“
Der ehemalige britische Notenbanker Alan Budd befürchtete über die Geldpolitik der Bank of England unter der Regierung von Margaret Thatcher: „Viele haben nie (…) geglaubt, dass man mit Monetarismus die Inflation bekämpfen kann. Allerdings erkannten sie, dass er sehr hilfreich dabei sein kann, die Arbeitslosigkeit zu erhöhen. Und die Erhöhung der Arbeitslosigkeit war mehr als wünschenswert, um die Arbeiterklasse insgesamt zu schwächen. (…) Hier wurde – in marxistischer Terminologie ausgedrückt – eine Krise des Kapitalismus herbeigeführt, die die industrielle Reservearmee wiederherstellte und die es den Kapitalisten fortan erlaubte, hohe Profite zu realisieren.“

## Klassenfragmentierung
Die nach dem Ende des Fordismus in den Industriestaaten, der gekennzeichnet war durch Korporatismus d. h. Partnerschaft zwischen Gewerkschaften und Unternehmerverbänden, sich entwickelnde postfordistische Gesellschaft ist geprägt durch weitergehende Differenzierung. Die Klassenstruktur wird durch Aufsplitterung komplexer, die Interessenwahrnehmung komplizierter.
Einerseits gewinnen innerhalb der Bourgeoisie die Fraktionen der Finanzkapitalisten und der Manager zunehmend an Bedeutung.

### Prekarisierung
Andererseits wurde durch arbeitsmarktpolitische Maßnahmen und soziale Enteignung und Ausschließung eine neue Art von Unterschicht herausgebildet, für die, um das Wort „Armut“ zu vermeiden, das Wort „Prekariat“ geprägt wurde. Diese Tatsache neuer Armut führt zur Bedrohung und Disziplinierung der Arbeitnehmer bis weit in die Mittelschichten hinein. Doch ist das Prekariat auch in sich sehr differenziert: Neben dem Gros der Arbeitslosen, atypisch Beschäftigten (Leih- und Zeitarbeiter, Teilzeitkräfte, Mini- und Midijobber) sowie Scheinselbständigen, die am Rande des Existenzminimums leben müssen, gibt es auch Freischaffende: Akademiker, Künstler, Journalisten, Medienschaffende und Wissenschaftler, die auch nur gelegentlich und unregelmäßig arbeiten, aber zum Teil als hochqualifizierte „Arbeitskraft-Unternehmer“ ihre „Prekarität“ als Freiheit fern von Armut genießen können.

### Transnationalisierung
Erschwert wird die Position der Arbeitnehmer in den Industriestaaten durch die zunehmende weltweite Konkurrenz. In weniger entwickelten Volkswirtschaften ist der Lebensstandard niedriger und die niedrigeren Löhne dort nutzen transnational arbeitende Unternehmen zu Druck auf die Arbeitseinkommen in den weiter entwickelten.
Neben den Klassenfraktionen der Nationalen Bourgeoisie und der Kompradoren-Bourgeoisie, die „als finanzielles und kommerzielles Gelenk für Operationen des imperialistischen Auslandskapitals“,. fungiert, hat sich laut Poulantzas noch eine „innere Bourgeoisie“ herausgebildet, die trotz ihrer Verflechtung mit dem ausländischen Kapital ihre Reproduktionsbasis im Inneren der Nationalstaaten hat. So können trotz teilweiser Abhängigkeit „wichtige Widersprüche zwischen der inneren Bourgeoisie und dem amerikanischen Kapital“ auftreten.
Die Manager der großen Unternehmen arbeiten global zusammen und vernetzen sich. Auch für die Kapitalströme gibt es kaum noch politische Grenzen und es bildet sich ein transnationales Finanzkapital heraus. Die neoliberale Wirtschaftstheorie und die Orientierung auf den Shareholder Value insbesondere bei institutionellen Anlegern, also Hedgefonds, Versicherungen, Pensionsfonds, begünstigen die Konzentration und führten zur Entwicklung gigantischer Vermögen und einer neuern Elite von „Superreichen“. Diese setzen sich via Rating-Agenturen über die Staaten, beeinflussen nationale Regierungen in ihrem Interesse und aus ihnen kann sich möglicherweise eine transnationale Bourgeoisie entwickeln.
Krysmanski, Jürgen Habermas und andere Soziologen sprechen auch von Refeudalisierung.